# Сага о Гретиру Снажном
Сага о Гретиру Снажном (исл. Grettis saga Ásmundarsonar) једна је од средњовековних исландских сага из циклуса Сага о Исланђанима. Као и већина сага из тог периода настала је на основу усменог предања, а први пут записана вероватно крајем XIII или почетком  XIV века. 
Централна фигура саге је средњовековни нордијски јунак Гретир Аусмундарсон (исл. Grettir Ásmundarson), а верује се да је првобитни текст саге настао на основу неке старије приче коју је написао Стурла Тоурдарсон. Гретир је описан као особа тешког карактера која често ради непромишљене ствари због којих касније зажали. Највећи део живота је провео на Исланду, али је два пута путовао у Норвешку. Описиван је као снажан и бескомпромисан у борби са непријатељима, али након што је оптужен за подметање пожара у ком је страдало много људи, стављен је ван закона и зато је био присиљен да бежи и да се скрива. Гретир се скривао пуних 20 година, поставши тако најдуговечнијим бегунцем у исландској историји.  
Текст саге је до данашњих дана сачуван у четири рукописа из XV века.